# Gia keo
Gia keo là một công đoạn trong quy trình công nghệ sản xuất giấy, nhằm làm tăng độ bền bề mặt và độ chống thấm nước (và các chất lỏng khác) của giấy. Các chất keo sử dụng trong gia keo: nhựa thông, tinh bột, keo tổng hợp...
Gia keo được sử dụng trong sản xuất giấy và vải để thay đổi tính hấp thụ và tạo sự đặc thù cho các vật liệu đó. Nó còn dùng để chỉ việc chuẩn bị các bề mặt gốc dầu trong việc mạ vàng. Các họa sĩ và nghệ nhân cũng áp dụng gia keo để xử lý giấy và vải trong kỹ thuật hội họa.
- Tinh bột: thường dùng tinh bột sắn đã biến tính, được cắt mạch bằng enzim, pha vào dung dịch tráng cùng bột màu vô cơ và một số phụ gia khác.

Phân biệt với tráng phủ: tráng phủ thường dùng các lớp dung dịch tráng phấn và các vật liệu dạng lỏng khác không phải keo, có độ dày và độ đục lớn hơn.

## Sản xuất giấy
Gia keo được sử dụng trong sản xuất giấy để giảm tính hấp thụ chất lỏng khi giấy khô, với mục đích để mực và sơn lưu lại và khô trên bề mặt giấy, tránh bị hấp thụ vào trong giấy. Điều này cho ta một bề mặt chắc chắn, tỉ mỉ và kinh tế hơn để in ấn, sơn và viết. Kết quả có được là nhờ việc hạn chế tính hấp thụ chất lỏng của sợi giấy do hiện tượng mao dẫn. Ngoài ra, gia keo còn ảnh hưởng đến tính nhám, sự cong vênh, tính trau chuốt, khả năng in ấn, tính láng mịn, sức liên kết bề mặt và giảm độ rỗng, xù xì. 
Có ba loại giấy thường được gia keo: không ngâm hồ (water-leaf), có tính dính yếu (slack sized), gia keo đậm (strong sized). Loại giấy không ngâm hồ có tính chống thấm nước thấp và bao gồm các loại giấy thấm. Loại giấy có tính dính yếu thì có tính hấp thụ vừa phải và thường dùng làm giấy in báo. Loại giấy gia keo đậm có tính chống thấm nước cao, thường được dùng làm giấy phủ tốt và hộp đựng chất lỏng.

## Phân loại gia keo
Có hai cách gia keo: gia keo nội bộ, hay còn gọi là gia keo máy và gia keo bề mặt. Gia keo nội bộ được áp dụng với hầu hết các loại giấy, đặc biệt là những loại mà máy móc làm ra. Còn gia keo bề mặt áp dụng cho các loại giấy cao cấp như giấy tiền, giấy làm sổ cái, giấy viết.
- Gia keo nội bộ: keo (AKD-Ankil Keten Dimer, ASA, keo nhựa thông phân tán[1]) được cho thẳng vào huyền phù bột giấy để tăng tính kỵ nước của sơ sợi, của bề mặt những chỗ lồi lõm, hoặc các lumen. Ngoài việc tăng chất lượng của giấy, tác dụng chính của các chất gia keo nội bộ là làm tăng khả năng hoạt động của máy tạo giấy.
- Gia keo bề mặt: keo (tinh bột sắn dây và một ít chất độn) được thêm vào bề mặt trong giai đoạn cuối của sản xuất giấy nhằm lấp đầy những phần lồi lõm trên bề mặt tờ giấy. Các chất gia keo bề mặt có các phân tử vừa ưa nước vừa kị nước (amphiphilic). Các chất gia keo dính vào sợi nền và tạo thành một lớp mỏng, với phần ưa nước hướng vào bề mặt sợi, phần kỵ nước hướng ra ngoài. Kết quả là ta có một bề mặt láng mịn kỵ nước. Gia keo tăng cường sức liên kết bề mặt, khả năng in ấn và tính chống thấm nước của giấy hay bất kỳ vật liệu nào được gia keo. Trong dung dịch gia keo, chất làm sáng quan học cũng có thể được thêm vào để tăng tính chắn sáng và độ trắng của giấy hay vật liệu bề mặt.

Giấy can, tùy thuộc vào mục đích sử dụng cho in mực nước (in phun, in offset, in lưới...) và in mực khô (in laser, photocopy...) mà sử dụng các chất keo và quy trình gia keo khác nhau.
Giấy viết thường là giấy có gia keo nhưng không tráng phủ.

## Bảo quản
Trong khi gia keo có tác dụng làm giấy trở nên phù hợp hơn để in ấn, thì nó cũng làm giấy trở nên ít bền hơn và đặt ra vấn đề về sự bảo quản tài liệu in ấn. Gia keo bằng tinh bột được phát triển khá sớm trong lịch sử sản xuất giấy. Dard Hunter chứng thực điều này trong cuốn "Sản xuất giấy qua mười tám thế kỷ": "Người Trung Quốc đã sử dụng tinh bột để gia keo giấy sớm nhất là vào năm 768 sau Công nguyên và vẫn tiếp tục đến thế kỷ 14 trước khi thay bằng keo động vật." Trong những nhà máy giấy đầu tiên ở châu Âu, chuyên sản xuất giấy để in ấn và các mục đích sử dụng khác, thì chất gia keo được chọn là gelatin. Như Susan Swartzburg viết trong cuốn "Bảo quản vật liệu thư viện": "Nhiều loại chất khác nhau đã được sử dụng để gia keo qua các thời kỳ, từ thạch cao đến gelatin động vật."  Hunter mô tả quá trình gia keo trong những nhà máy giấy này như sau:
Sau khi giai đoạn làm khô hoàn tất, những người thợ làm giấy già nhúng giấy vào một loại chất gia keo động vật được làm từ da vụn, thứ mà họ có được từ những người thợ sửa quần áo. Việc gia keo giấy là rất cần thiết, để mực không thể thấm qua. Nhưng gia keo để làm giấy viết lại cần thiết hơn là giấy in. Nhiều quyển sách của thế kỷ mười lăm đã được in trên giấy không gia keo, vì phần xử lý thêm này không cần thiết với thể loại in ấn. Việc gia keo được thực hiện bởi một người thợ bằng cách giữ vài tờ giấy với hai thanh gỗ, và nhúng chúng vào dung dịch gelatin ấm. Sau đó, giấy được ép chặt để loại phần gelatin thừa. Phương pháp gia keo thô sơ này cực kỳ lãng phí vì nhiều tờ giấy bị rách và nhăn trước khi sử dụng. Vì lý do này, phòng gia keo của những nhà máy giấy thời kỳ đầu còn được biết dưới cái tên "lò mổ".

Với sự sản xuất đại trà, cách gia keo trong sản xuất giấy cũng thay đổi theo đó. Như Swartzburg viết: "Vào năm 1850, chất gia keo là colophan đã được sử dụng. Nhưng thật không may, nó tạo ra một phản ứng hóa học đẩy nhanh quá trình phân hủy giấy, kể cả những loại giấy tốt nhất." Trong lĩnh vực bảo quản thư viện, người ta biết là "do sự thủy phân axit của xen-lu-lo và các nhóm cacbon hydrat có quan hệ với nhau là những nhân tố chính gây nên sự thoái hóa giấy theo thời gian." Vài nghiên cứu chuyên ngành gần đây đã tập trung về đặc trưng của sự thoái hóa, có liên quan đến việc giảm chất lượng của những loại giấy đã qua quá trình gia keo bằng colophan, và lượng colophan như thế nào sẽ gây ảnh hưởng đến sự giảm chất lượng giấy. Thêm vào đó, những nghiên cứu này cũng nói đến sự phát triển một loại giấy vĩnh cửu và sự gia keo sẽ không còn phá hủy giấy. Một bài báo viết về vấn đề khác ngoài sự bảo quản giấy và chất gia keo, là sự rửa giấy, được mô tả bởi V. Daniel và J. Kosek: "Việc loại bỏ sự bạc màu… trong nước bị ảnh hưởng rõ rệt bởi sự hòa tan những vật liệu dễ tan trong nước, và thường được làm bằng cách nhúng giấy vào nước." Trong một quá trình như vậy, những phần tử cấp độ bề mặt được phết vào giấy, chẳng hạn như chất gia keo được dùng trong các quá trình được mô tả như trên, có thể bị tách khỏi các loại giấy tờ mà được dùng trong các hạng mục đặc thù trong thư viện. Với những quá trình trong sản xuất giấy gần giống như "gia keo máy" sau này, như H.Hardman và E.J. Cole mô tả: "Gia keo máy, là một phần của quá trình sản xuất giấy, đã thêm các nguyên liệu vào trước khi tạo thành giấy." Mối quan tâm về việc loại bỏ chất gia keo thì ít hơn, và có thể hiểu là giới nhà văn chỉ chú trọng vào việc bảo quản các loại giấy có tính axit hay những sản phẩm tương tự.

## Mạ vàng
Gia keo là thuật ngữ chỉ những chất nào được phết lên bề mặt trước khi mạ vàng để đảm bảo độ dính của lớp vàng mỏng trên phần nền. Lòng trắng trứng thường được sử dụng làm chất gia keo. Người Ai Cập cổ đại đôi khi dùng máu. Những vật liệu truyền thống thường được sử dụng để mạ lớp vàng là keo da thỏ được làm loãng và đun trong nước (mạ vàng trong nước), hoặc dầu lanh đun sôi (mạ vàng trong dầu); các vật liệu hiện đại bao gồm polyvinyl axetat.

## Gia keo sợi vải dọc
Gia keo sợi vải dọc là việc rất quan trọng, để giảm sự đứt sợi, không làm máy dệt ngừng hoạt động. Trên máy dệt, những sợi vải dọc phải chịu vài vấn đề như: sự căng, sự uốn, sự mài mòn ở các bộ phận của khung cửi và ma sát giữa các sợi vải. Khi gia keo, độ bền, độ chống mài mòn của sợi vải sẽ được cải thiện và các phần tơ của vải sẽ giảm xuống. Mức độ cải thiện độ bền phụ thuộc vào lực dính giữa sợi và chất gia keo, độ thấm của chất gia keo cũng như sự gói gọn của vải. Các loại polyme tan trong nước khác nhau được gọi là chất gia keo vải chẳng hạn như tinh bột biến đổi, polyvinyl alcohol (PVA), cacbonxymetyl xenlulo (CMC), các muối acrylic được dùng để bảo vệ vải. Sáp cũng được thêm vào để giảm sự bào mòn của sợi vải dọc. Các loại vật liệu vải (như sợi bông, polyeste, vải lanh), độ dày của vải, loại máy dệt sẽ quyết định công thức của chất gia keo. 
Chất gia keo sẽ được phết và sợi vải dọc bằng máy. Sau khi dệt, vải sẽ được rửa sạch.
Gia keo có thể được thực hiện bằng tay hoặc bằng máy.[12]